# Devin Oliver
Devin Oliver (2 juli 1992) is een Amerikaans professioneel basketbalspeler. Momenteel speelt hij bij Maccabi Kiryat Gat B.C..

## College-carrière

### Dayton Flyers
Tijdens zijn studie aan de University of Dayton speelde Oliver voor het universiteitsteam, de Dayton Flyers.

## Professionele carrière

### Boston Celtics
Door zijn sterke prestaties bij de Flyers mocht Oliver gaan testen bij het NBA-team Boston Celtics. Hij mocht voor hen aantreden in de NBA Summer League. Hij kreeg er uiteindelijk echter geen contract.

### Limburg United
Op 16 juli 2014 tekende Oliver een contract bij de gloednieuwe Belgische club Limburg United. Zo ging zijn droom om professioneel basketballer te worden toch in vervulling.
Oliver groeide bij United uit tot een van de sterkhouders maar wou zijn contract niet verlengen. Hij wou zijn horizon verruimen. Zodus verliet hij Limburg United na 1 seizoen.

### Maccabi Kiryat Gat B.C.
Die horizon bleek hij aan het eind van de zomer van 2015 gevonden te hebben in Israël. Hij kondigde op zijn Facebookpagina aan dat hij een contract had getekend bij Maccabi Kiryat Gat B.C..

## Varia

### Rugnummer
Hoewel Oliver zowel bij de Dayton Flyers als bij Maccabi Kiryat Gat B.C. met zijn favoriete nummer 5 speelde, speelde hij in zijn periode bij Limburg United met nummer 15. Dit om zijn overleden beste vriend en ex-ploeggenoot Matt te eren. Die speelde namelijk bij de Dayton Flyers met het nummer 15. Matt pleegde zelfmoord vlak voor Oliver naar België vertrok. Toevallig was het nummer 15 het enige nummer dat daar nog over was. Eerst was Oliver hier niet blij mee, maar nu gaf het hem de mogelijkheid om voor zijn vriend te spelen.